# Cirrhilabrus finifenmaa
 (mars 2023).
Espèce
Cirrhilabrus finifenmaa est une espèce de poissons de la famille des Labridae. Elle a été découverte en 2022 au large du Sri Lanka et des Maldives.

## Répartition
Cirrhilabrus finifenmaa vit dans la mer des Laquedives située entre le Sri Lanka et les Maldives. Il est, plus précisément, situé dans la zone mésophotique, qui est une zone maritime très peu connue des chercheurs, à une profondeur de 40 à 70 m.

## Particularité
Cette espèce à l'originalité de naître de sexe féminin et, en vieillissant, change de sexe et devient un mâle, c'est une sorte d'hermaphrodisme successif. C'est sans doute à cause de cette transformation que, depuis les années 1990, on le confondait avec Cirrhilabrus rubrisquamis.

## Systématique
L'espèce Cirrhilabrus finifenmaa a été décrite en 2022 par Yi-Kai Tea (d), Ahmed Najeeb (d), Joseph Rowlett (d) et Luiz Alves Rocha (d).